# Sumomomo Momomo
Sumomomo Momomo (すもももももも～地上最強のヨメ～?, Sumomomo Momomo: Chijō saikyō no yome) è un manga del 2004 di Shinobu Ōtaka adattato successivamente in un anime nel 2006 di 22 episodi. La trama narra le disavventure di Kōshi Inuzuka, un ragazzo comune che scopre con dispiacere di essere destinato a sposare Momoko Kuzuryū, ragazza patita di arti marziali e successore di una delle più valorose famiglie di guerrieri.

## Trama
Kōshi Inuzuka è un ragazzo comune che pur di non arrivare alle mani con i bulli della scuola si sacrifica e fa per loro i compiti. Il suo unico scopo è laurearsi in legge e punire attraverso questa i criminali giapponesi. Kōshi si estranea dal mondo delle arti marziali, nonostante sia il successore di una nota famiglia di guerrieri e questo provoca non pochi problemi al padre. La vita del ragazzo scorre tranquilla finché a casa sua non irrompe Momoko Kuzuryū, il cui pane quotidiano sono proprio le arti marziali dato che è la figlia di un grande campione. I due, per via di un patto stipulato dai loro padri, sono destinati a sposarsi in modo che dalla combinazione dei loro geni possa nascere una prole imbattibile. Ma mentre Momoko accetta di buon grado e tenta in tutti i modi di avere il suo primo rapporto sessuale con il ragazzo, Kōshi vede la giovane come una fonte di rovina per la sua vita scolastica e la sua mite esistenza.
I due iniziano a convivere sotto lo stesso tetto e sebbene poco per volta Kōshi inizia ad accettare la presenza della ragazza (che comunque cucina per lui, lava i vestiti e si comporta da perfetta mogliettina) continua a respingerla la sera. Ma a questo punto viene rivelato loro che sono al centro di una guerra di arti marziali, in cui assassini mandati dalle principali famiglie di guerrieri giapponesi hanno l'unico scopo di uccidere il ragazzo. Grazie all'aiuto costante di Momoko, Kōshi in un modo o nell'altro riesce a sconfiggere uno dopo l'altro i nemici fino ad arrivare allo scontro finale.

## Personaggi principali
Kōshi Inuzuka (犬塚孝士?, Inuzuka Kōshi)
Doppiato da Hiroki Takahashi
Protagonista della storia. È un ragazzo comune che si trova catapultato in un mondo di guerrieri assassini e il suo unico scudo sarà l'aiuto di Momoko, che sera dopo sera tenterà di offrirsi a lui venendo di volta in volta rifiutata.
Momoko Kuzuryū (九頭竜もも子?, Kuzuryū Momoko)
Doppiata da Yui Kano
Campionessa di arti marziali, il suo destino è sposarsi e avere figli con Kōshi. Per raggiungere il suo scopo si trasferisce a casa del ragazzo e tenta ogni possibilità per avere un rapporto sessuale con lui.
Iroha Miyamoto (巳屋本いろは?, Miyamoto Iroha)
Doppiata da Ui Miyazaki
Assassina il cui scopo era uccidere Kōshi, se ne innamora quando una notte si trova nella sua camera e nel sonno il ragazzo la abbraccia e le dichiara involontariamente il suo amore. Da quel momento diventa un'alleata. Vede malamente Sanae e tenta in tutti i modi di allontanarla dalla coppia Kōshi-Momoko.
Sanae Nakajima (中慈馬早苗?, Nakajima Sanae)
Doppiata da Aya Hirano
Miglior amica di Kōshi e reputata da questo come una persona "normale", in realtà è maestra di arti marziali e con l'identità di Uma Kamen difende nell'ombra il giovane dai pericoli in cui incorre quando è lontano da Momoko. Ha una cotta per il ragazzo, ma non può contravvenire i dettami della sua famiglia.
Hanzō (半蔵?)
Doppiato da Chihiro Suzuki
Compagno di Iroha Miyamoto, Hanzō è un patito di videogame e segretamente innamorato della sua compagna da cui però viene trattato come un fratello (nel migliore dei casi).
Tenka Koganei (虎金井 天下?, Koganei Tenka)
Doppiato da Takeshi Kusao
Incaricato di assassinare Kōshi, passa dalla sua parte dopo aver perso un duello con lui. È innamorato fin da piccolo di Momoko e per questo invidia Kōshi che può averla tutta per sé.

## Manga
Il manga è stato serializzato sulla rivista mensile Young Gangan edita da Square Enix, dal 2004 al 2008. I capitoli sono stati poi raccolti in dodici volumi tankōbon.
In Italia è stato pubblicato da Edizioni BD sotto l'etichetta J-Pop dal 5 settembre 2008 al 17 settembre 2011.

### Volumi
| Nº | Data di prima pubblicazione | Data di prima pubblicazione | Data di prima pubblicazione | Data di prima pubblicazione |
| Nº | Giapponese                  | Giapponese                  | Italiano                    | Italiano                    |
| -- | --------------------------- | --------------------------- | --------------------------- | --------------------------- |
| 1  | 25 maggio 2005              | ISBN 978-4-75-751444-7      | 5 settembre 2008            | ISBN 978-88-6123-353-9      |
| 2  | 25 agosto 2005              | ISBN 978-4-75-751509-3      | 30 aprile 2009              | ISBN 978-88-6123-447-5      |
| 3  | 25 ottobre 2005             | ISBN 978-4-75-751554-3      | 30 settembre 2009           | ISBN 978-88-6123-505-2      |
| 4  | 25 aprile 2006              | ISBN 978-4-75-751673-1      | 30 gennaio 2010             | ISBN 978-88-6123-686-8      |
| 5  | 25 settembre 2006           | ISBN 978-4-75-751779-0      | 18 aprile 2010              | ISBN 978-88-6123-760-5      |
| 6  | 25 dicembre 2006            | ISBN 978-4-75-751834-6      | 8 agosto 2010               | ISBN 978-88-6123-642-4      |
| 7  | 26 marzo 2007               | ISBN 978-4-7575-1940-4      | 31 ottobre 2010             | ISBN 978-88-6123-761-2      |
| 8  | 25 agosto 2007              | ISBN 978-4-7575-2085-1      | 16 gennaio 2011             | ISBN 978-88-6123-762-9      |
| 9  | 25 dicembre 2007            | ISBN 978-4-7575-2183-4      | 31 marzo 2011               | ISBN 978-88-6123-763-6      |
| 10 | 25 giugno 2008              | ISBN 978-4-7575-2314-2      | 16 luglio 2011              | ISBN 978-88-6634-063-8      |
| 11 | 25 settembre 2008           | ISBN 978-4-7575-2384-5      | 27 agosto 2011              | ISBN 978-88-6634-088-1      |
| 12 | 25 febbraio 2009            | ISBN 978-4-7575-2496-5      | 17 settembre 2011           | ISBN 978-88-6634-098-0      |

## Anime
L'anime fu diretto da Nobuaki Nakanishi e venne trasmesso dal 5 ottobre 2006 al 15 marzo 2007 su TV Asahi per un totale di ventidue episodi. Il 24 agosto 2007 furono pubblicati anche due OAV nell'ultimo DVD della serie.

### Episodi
| Nº | Titolo italiano Giapponese 「Kanji」 - Rōmaji                                                                   | In onda          | In onda |
| Nº | Titolo italiano Giapponese 「Kanji」 - Rōmaji                                                                   | Giapponese       |         |
| 1  | The Strongest Fiancee On Earth 「地上最強の許婚」 - Chijō Saikyō no Iinazuke                                    | 5 ottobre 2006   |         |
| 2  | Natural Exploding Girl 「天然爆熱少女」 - Tennen Bakunetsu Shōjo                                                | 12 ottobre 2006  |         |
| 3  | Caught in the Zoo 「動物園でつかまえて」 - Dōbutsuen de Tsukamaete                                              | 19 ottobre 2006  |         |
| 4  | The Immoral Assassination Plot 「仁義なき暗殺計画」 - Jingi Naki Ansatsu Keikaku                                | 26 ottobre 2006  |         |
| 5  | Clash! Momoko VS Iroha 「激突!もも子VSいろは」 - Gekitotsu! Momoko VS Iroha                                     | 2 novembre 2006  |         |
| 6  | The Tiger Assassin, Appears! 「虎の刺客、現る!」 - Tora no Shikaku, Arawaru!                                    | 9 novembre 2006  |         |
| 7  | The Invisible Link 「見えない絆」 - Mienai Kizuna                                                               | 16 novembre 2006 |         |
| 8  | The Underclassman who Calls upon Storms 「嵐を呼ぶ後輩」 - Arashi o Yobu Kōhai                                  | 23 novembre 2006 |         |
| 9  | The Heroine of Tragic Love 「悲恋のヒーロー女」 - Hiren no Hīrō Onna                                            | 30 novembre 2006 |         |
| 10 | Sanae's Fiance Appears 「早苗の許嫁現る」 - Sanae no Iinazuke Arawaru                                           | 7 dicembre 2006  |         |
| 11 | Heaven's Punishment Warrior Horse Mask, Arrives 「天誅戦士ウマ仮面、参上」 - Tenchū Senshi Uma Kamen, Sanjō     | 14 dicembre 2006 |         |
| 12 | The Day of a Cold, Hanzō's Situation 「風邪の日、半蔵の場合」 - Kaze no Hi, Hanzō no Baai                       | 21 dicembre 2006 |         |
| 13 | Confrontation of Rivals! The Horse and the Tortoise 「ライバル対決!ウマとカメ」 - Raibaru Taiketsu! Uma to Kame | 11 gennaio 2007  |         |
| 14 | The Love Chaos in the Haunted House 「お化け屋敷の恋騒動」 - Obakeyashiki no Koi Sōdō                           | 18 gennaio 2007  |         |
| 15 | Saigō's Love 「西郷の恋」 - Saigō no Koi                                                                        | 25 gennaio 2007  |         |
| 16 | How to Destroy a Fatigue Period 「倦怠期の壊し方」 - Kentaiki no Kowashikata                                    | 1º febbraio 2007 |         |
| 17 | Fierce Fight! The Tiger Brothers 「激闘!虎の兄弟」 - Gekitō! Tora no Kyōdai                                     | 8 febbraio 2007  |         |
| 18 | A Welcome Part with Yaminabe!? 「ヤミ鍋で歓迎会!?」 - Yaminabe de Kangeikai!?                                   | 15 febbraio 2007 |         |
| 19 | The Housekeeper Came! 「家政婦が来た!」 - Kaseifu ga Kita!                                                      | 22 febbraio 2007 |         |
| 20 | Together with Fate... 「運命を共に…」 - Unmei o Tomo ni...                                                      | 1º marzo 2007    |         |
| 21 | Respective Thoughts... 「それぞれの思い…」 - Sorezore no Omoi...                                                | 8 marzo 2007     |         |
| 22 | To the Usual Days 「いつもの日々へ」 - Itsumo no Hibi e                                                         | 15 marzo 2007    |         |

### OAV
| Nº | Titolo italiano Giapponese 「Kanji」 - Rōmaji                        | Prima edizione | Prima edizione |
| Nº | Titolo italiano Giapponese 「Kanji」 - Rōmaji                        | Giapponese     |                |
| 1  | Hot Spring Battle 「温泉 独占 ラブ合戦」 - Onsen Dokusen Rabu Kassen | 24 agosto 2007 |                |
| 2  | Kidnapped Koushi! 「さらわれた孝士!」 - Sarawareta Takashi!          | 24 agosto 2007 |                |

### Sigle
Sigle di apertura
- Saikyou○×Keikaku di Mosaic.wav (ep. 1-12)
- Setsujou - Hyakka Ryouran di Mosaic.wav (ep. 13-22)

Sigle di chiusura
- NO ROCK NO LIFE degli Honey Bee (ep. 1-12)
- Mousou Break di Yozora Orihime & AiAi (ep. 13-14, 16-22)
- GOOD LUCK di Mi~ko (ep. 15)